# Gran Premio motociclistico del Qatar 2011
Il Gran Premio motociclistico del Qatar 2011, che si è corso il 20 marzo, è stato il primo Gran Premio della stagione 2011 e ha visto vincere: Casey Stoner in MotoGP, Stefan Bradl in Moto2 e Nicolás Terol in classe 125. La gara si è disputata a Doha, sul circuito di Losail.

## Prove e Qualifiche

### Classe 125
La pole position è andata a Nicolás Terol (Aprilia). Risultati dopo le qualifiche:
- 1 =  Nicolás Terol - Aprilia 2'06.605
- 2 =  Sandro Cortese - Honda 2'06.695
- 3 =  Efrén Vázquez - Derbi 2'07.651

### Moto2
Nelle prime sessioni di prove i più veloci sono stati Stefan Bradl (Kalex) e Yūki Takahashi (Moriwaki); La terza sessione ha visto davanti nuovamente Bradl. La pole position è andata a Stefan Bradl.
Risultati dopo le qualifiche:
- 1 =  Stefan Bradl - Kalex 2'00.168
- 2 =  Marc Márquez - Suter 2'00.375
- 3 =  Thomas Lüthi - Suter 2'00.996

### MotoGP

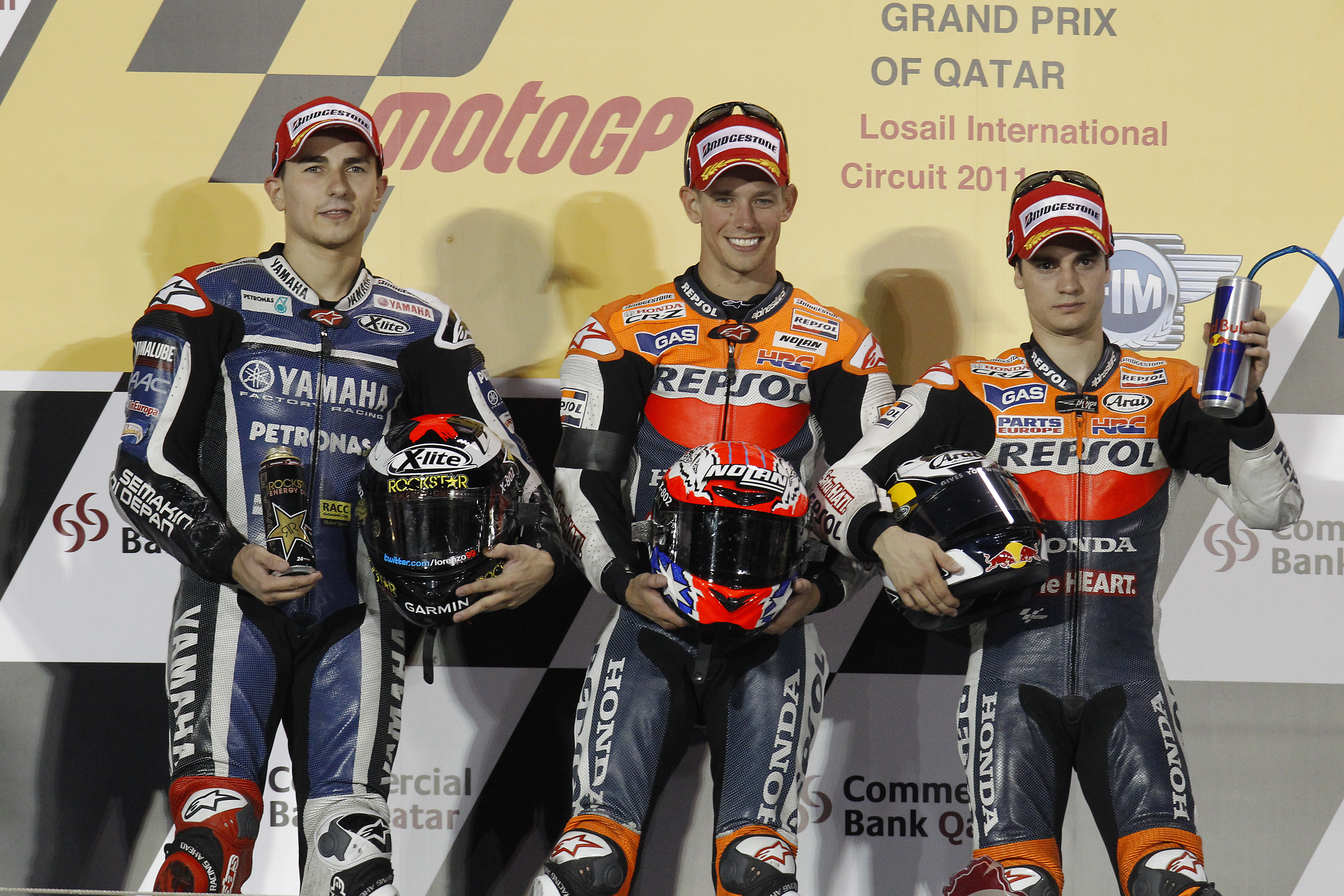
Lorenzo, Stoner e Pedrosa, sul palco di premiazione del podio dopo aver concluso rispettivamente in seconda, prima e terza posizione la gara della classe MotoGP

Nella prima sessione di prove il miglior tempo è di Casey Stoner (Honda) (1'55.752), seguito da Daniel Pedrosa su Honda e Héctor Barberá (Ducati). Nella seconda sessione il migliore è ancora Stoner (1'55.457) seguito da Pedrosa e Ben Spies (Yamaha). Nella terza sessione al primo posto ancora Casey Stoner (1'55.035), seguito da Pedrosa e dal terzo pilota ufficiale HRC Andrea Dovizioso. La Pole Position è andata a Casey Stoner con il tempo di 1'54.137.
| Pos | Nº | Pilota           | Team                          | Tempo       |
| --- | -- | ---------------- | ----------------------------- | ----------- |
| 1   | 27 | Casey Stoner     | Repsol Honda Team-HRC         | 1'54.137    |
| 2   | 26 | Dani Pedrosa     | Repsol Honda Team-HRC         | 1'54.342    |
| 3   | 1  | Jorge Lorenzo    | Yamaha Factory Racing-Yamaha  | 1'54.947    |
| 4   | 58 | Marco Simoncelli | San Carlo Honda Gresini-Honda | 1'54.988    |
| 5   | 11 | Ben Spies        | Yamaha Factory Racing-Yamaha  | 1'55.095    |
| 6   | 8  | Héctor Barberá   | Mapfre Aspar Team-Ducati      | 1'55.223    |
| 7   | 4  | Andrea Dovizioso | Repsol Honda Team-HRC         | 1'55.229    |
| 8   | 35 | Cal Crutchlow    | Monster Yamaha Tech 3-Yamaha  | 1'55.578    |
| 9   | 46 | Valentino Rossi  | Ducati Team-Ducati            | 1'55.637    |
| 10  | 5  | Colin Edwards    | Monster Yamaha Tech 3-Yamaha  | 1'55.647    |
| 11  | 14 | Randy de Puniet  | Pramac Racing Team-Ducati     | 1'55.656    |
| 12  | 7  | Hiroshi Aoyama   | San Carlo Honda Gresini-Honda | 1'55.724    |
| 13  | 69 | Nicky Hayden     | Ducati Team-Ducati            | 1'55.881    |
| 14  | 65 | Loris Capirossi  | Pramac Racing-Ducati          | 1'56.323    |
| 15  | 17 | Karel Abraham    | Cardion AB Motoracing-Ducati  | 1'56.665    |
| 16  | 24 | Toni Elías       | LCR Honda MotoGP-Honda        | 1'57.992    |
| NC  | 19 | Álvaro Bautista  | Rizla Suzuki MotoGP-Suzuki    | Infortunato |

## Gara

### MotoGP

#### Arrivati al traguardo
| Pos | Nº | Pilota           | Squadra                 | Motocicletta | Giri | Tempo     | Griglia | Punti |
| --- | -- | ---------------- | ----------------------- | ------------ | ---- | --------- | ------- | ----- |
| 1   | 27 | Casey Stoner     | Repsol Honda            | Honda        | 22   | 42:38.569 | 1       | 25    |
| 2   | 1  | Jorge Lorenzo    | Yamaha Factory Racing   | Yamaha       | 22   | +3.440    | 3       | 20    |
| 3   | 26 | Daniel Pedrosa   | Repsol Honda            | Honda        | 22   | +5.051    | 2       | 16    |
| 4   | 4  | Andrea Dovizioso | Repsol Honda            | Honda        | 22   | +5.942    | 7       | 13    |
| 5   | 58 | Marco Simoncelli | San Carlo Honda Gresini | Honda        | 22   | +7.358    | 4       | 11    |
| 6   | 11 | Ben Spies        | Yamaha Factory Racing   | Yamaha       | 22   | +10.468   | 5       | 10    |
| 7   | 46 | Valentino Rossi  | Ducati Team             | Ducati       | 22   | +16.431   | 9       | 9     |
| 8   | 5  | Colin Edwards    | Monster Yamaha Tech 3   | Yamaha       | 22   | +26.293   | 10      | 8     |
| 9   | 69 | Nicky Hayden     | Ducati Team             | Ducati       | 22   | +27.416   | 13      | 7     |
| 10  | 7  | Hiroshi Aoyama   | San Carlo Honda Gresini | Honda        | 22   | +28.920   | 12      | 6     |
| 11  | 35 | Cal Crutchlow    | Monster Yamaha Tech 3   | Yamaha       | 22   | +34.539   | 8       | 5     |
| 12  | 8  | Héctor Barberá   | Mapfre Aspar            | Ducati       | 22   | +34.829   | 6       | 4     |
| 13  | 17 | Karel Abraham    | Cardion AB Motoracing   | Ducati       | 22   | +37.957   | 15      | 3     |

#### Ritirati
| Nº | Pilota          | Squadra       | Motocicletta | Giri | Griglia |
| -- | --------------- | ------------- | ------------ | ---- | ------- |
| 24 | Toni Elías      | LCR Honda     | Honda        | 18   | 16      |
| 65 | Loris Capirossi | Pramac Racing | Ducati       | 1    | 14      |
| 14 | Randy de Puniet | Pramac Racing | Ducati       | 0    | 11      |

### Moto2
In questo Gran Premio corre una wildcard: Nasser Hasan Al Malki, su Moriwaki.

#### Arrivati al traguardo
| Pos | Nº | Pilota             | Squadra                           | Motocicletta | Giri | Tempo     | Griglia | Punti |
| --- | -- | ------------------ | --------------------------------- | ------------ | ---- | --------- | ------- | ----- |
| 1   | 65 | Stefan Bradl       | Viessmann Kiefer Racing           | Kalex        | 20   | 40:38.549 | 1       | 25    |
| 2   | 29 | Andrea Iannone     | Speed Master                      | Suter        | 20   | +4.330    | 16      | 20    |
| 3   | 12 | Thomas Lüthi       | Interwetten Paddock               | Suter        | 20   | +5.137    | 3       | 16    |
| 4   | 15 | Alex De Angelis    | JIR Moto2                         | MotoBi       | 20   | +5.925    | 8       | 13    |
| 5   | 72 | Yūki Takahashi     | Gresini Racing                    | Moriwaki     | 20   | +6.621    | 4       | 11    |
| 6   | 3  | Simone Corsi       | Ioda Racing Project               | FTR          | 20   | +14.217   | 11      | 10    |
| 7   | 16 | Jules Cluzel       | Forward Racing                    | Suter        | 20   | +14.257   | 5       | 9     |
| 8   | 51 | Michele Pirro      | Gresini Racing                    | Moriwaki     | 20   | +14.501   | 9       | 8     |
| 9   | 38 | Bradley Smith      | Tech 3 Racing                     | Tech 3       | 20   | +18.910   | 7       | 7     |
| 10  | 60 | Julián Simón       | Mapfre Aspar                      | Suter        | 20   | +19.174   | 6       | 6     |
| 11  | 40 | Aleix Espargaró    | Pons HP 40                        | Pons Kalex   | 20   | +19.442   | 14      | 5     |
| 12  | 68 | Yonny Hernández    | Blusens-STX                       | FTR          | 20   | +20.830   | 20      | 4     |
| 13  | 77 | Dominique Aegerter | Technomag-CIP                     | Suter        | 20   | +20.837   | 15      | 3     |
| 14  | 34 | Esteve Rabat       | Blusens-STX                       | FTR          | 20   | +20.855   | 17      | 2     |
| 15  | 76 | Max Neukirchner    | MZ Racing                         | MZ-RE Honda  | 20   | +26.803   | 12      | 1     |
| 16  | 80 | Axel Pons          | Pons HP 40                        | Pons Kalex   | 20   | +27.295   | 23      |       |
| 17  | 88 | Ricard Cardús      | QMMF Racing                       | Moriwaki     | 20   | +28.080   | 22      |       |
| 18  | 54 | Kenan Sofuoğlu     | Technomag-CIP                     | Suter        | 20   | +28.212   | 28      |       |
| 19  | 63 | Mike Di Meglio     | Tech 3 Racing                     | Tech 3       | 20   | +34.939   | 19      |       |
| 20  | 36 | Mika Kallio        | Marc VDS Racing                   | Suter        | 20   | +34.962   | 25      |       |
| 21  | 71 | Claudio Corti      | Italtrans Racing                  | Suter        | 20   | +37.982   | 18      |       |
| 22  | 44 | Pol Espargaró      | HP Tuenti Speed Up                | FTR          | 20   | +43.491   | 24      |       |
| 23  | 53 | Valentin Debise    | Speed Up                          | FTR          | 20   | +43.659   | 26      |       |
| 24  | 9  | Kenny Noyes        | Avintia-STX                       | FTR          | 20   | +47.476   | 34      |       |
| 25  | 19 | Xavier Siméon      | Tech 3 B                          | Tech 3       | 20   | +47.755   | 35      |       |
| 26  | 21 | Javier Forés       | Mapfre Aspar                      | Suter        | 20   | +50.355   | 21      |       |
| 27  | 4  | Randy Krummenacher | GP Team Switzerland Kiefer Racing | Kalex        | 20   | +50.544   | 29      |       |
| 28  | 25 | Alex Baldolini     | Forward Racing                    | Suter        | 20   | +1:04.879 | 31      |       |
| 29  | 39 | Robertino Pietri   | Italtrans Racing                  | Suter        | 20   | +1:09.672 | 30      |       |
| 30  | 35 | Raffaele De Rosa   | Desguaces La Torre G22            | Moriwaki     | 20   | +1:09.781 | 36      |       |
| 31  | 45 | Scott Redding      | Marc VDS Racing                   | Suter        | 20   | +1:23.743 | 10      |       |
| 32  | 96 | Nasser Al Malki    | QMMF Racing                       | Moriwaki     | 20   | +1:39.105 | 39      |       |

#### Ritirati
| Nº | Pilota              | Squadra               | Motocicletta | Giri | Griglia |
| -- | ------------------- | --------------------- | ------------ | ---- | ------- |
| 14 | Ratthapark Wilairot | Thai Honda Singha SAG | FTR          | 10   | 27      |
| 49 | Kevin Coghlan       | Aeroport de Castello  | FTR          | 6    | 33      |
| 93 | Marc Márquez        | CatalunyaCaixa Repsol | Suter        | 4    | 2       |
| 64 | Santiago Hernández  | SAG Team              | FTR          | 4    | 32      |
| 13 | Anthony West        | MZ Racing             | MZ-RE Honda  | 4    | 37      |
| 75 | Mattia Pasini       | Ioda Racing Project   | FTR          | 3    | 13      |
| 95 | Mashel Al Naimi     | QMMF Racing           | Moriwaki     | 0    | 38      |

### Classe 125

#### Arrivati al traguardo
| Pos | Nº | Pilota               | Squadra                      | Motocicletta | Giri | Tempo     | Griglia | Punti |
| --- | -- | -------------------- | ---------------------------- | ------------ | ---- | --------- | ------- | ----- |
| 1   | 18 | Nicolás Terol        | Bankia Aspar                 | Aprilia      | 18   | 38:28.687 | 1       | 25    |
| 2   | 11 | Sandro Cortese       | Intact-Racing Team Germany   | Aprilia      | 18   | +7.710    | 2       | 20    |
| 3   | 33 | Sergio Gadea         | Pev-Blusens-SMX-Paris Hilton | Aprilia      | 18   | +9.147    | 4       | 16    |
| 4   | 7  | Efrén Vázquez        | Avant-AirAsia-Ajo            | Derbi        | 18   | +9.514    | 3       | 13    |
| 5   | 94 | Jonas Folger         | Red Bull Ajo MotorSport      | Aprilia      | 18   | +9.698    | 6       | 11    |
| 6   | 5  | Johann Zarco         | Avant-AirAsia-Ajo            | Derbi        | 18   | +15.260   | 7       | 10    |
| 7   | 23 | Alberto Moncayo      | Andalucia Banca Civica       | Aprilia      | 18   | +15.352   | 8       | 9     |
| 8   | 39 | Luis Salom           | RW Racing GP                 | Aprilia      | 18   | +15.696   | 10      | 8     |
| 9   | 25 | Maverick Viñales     | Pev-Blusens-SMX-Paris Hilton | Aprilia      | 18   | +15.910   | 9       | 7     |
| 10  | 44 | Miguel Oliveira      | Andalucia Banca Civica       | Aprilia      | 18   | +27.396   | 12      | 6     |
| 11  | 55 | Héctor Faubel        | Bankia Aspar                 | Aprilia      | 18   | +42.563   | 5       | 5     |
| 12  | 53 | Jasper Iwema         | Ongetta-Abbink Metaal        | Aprilia      | 18   | +43.772   | 21      | 4     |
| 13  | 52 | Danny Kent           | Red Bull Ajo MotorSport      | Aprilia      | 18   | +44.001   | 13      | 3     |
| 14  | 15 | Simone Grotzkyj      | Phonica Racing               | Aprilia      | 18   | +44.272   | 14      | 2     |
| 15  | 96 | Louis Rossi          | Matteoni Racing              | Aprilia      | 18   | +50.030   | 11      | 1     |
| 16  | 99 | Danny Webb           | Mahindra Racing              | Mahindra     | 18   | +50.424   | 23      |       |
| 17  | 31 | Niklas Ajo           | TT Motion Events Racing      | Aprilia      | 18   | +1:01.545 | 16      |       |
| 18  | 17 | Taylor Mackenzie     | Phonica Racing               | Aprilia      | 18   | +1:02.931 | 20      |       |
| 19  | 63 | Zulfahmi Khairuddin  | Airasia-Sic-Ajo              | Derbi        | 18   | +1:05.192 | 17      |       |
| 20  | 3  | Luigi Morciano       | Team Italia FMI              | Aprilia      | 18   | +1:05.273 | 19      |       |
| 21  | 77 | Marcel Schrötter     | Mahindra Racing              | Mahindra     | 18   | +1:05.396 | 22      |       |
| 22  | 19 | Alessandro Tonucci   | Team Italia FMI              | Aprilia      | 18   | +1:12.458 | 24      |       |
| 23  | 84 | Jakub Kornfeil       | Ongetta-Centro Seta          | Aprilia      | 18   | +1:30.629 | 26      |       |
| 24  | 12 | Daniel Kartheininger | Caretta Technology Forward   | KTM          | 18   | +1:30.792 | 29      |       |
| 25  | 21 | Harry Stafford       | Ongetta-Centro Seta          | Aprilia      | 18   | +1:30.798 | 28      |       |
| 26  | 30 | Giulian Pedone       | Phonica Racing               | Aprilia      | 18   | +1:54.387 | 27      |       |
| 27  | 43 | Francesco Mauriello  | WTR-Ten10 Racing             | Aprilia      | 18   | +1:54.548 | 30      |       |
| 28  | 26 | Adrián Martín        | Bankia Aspar                 | Aprilia      | 14   | +4 giri   | 15      |       |

#### Ritirati
| Nº | Pilota       | Squadra                    | Motocicletta | Giri | Griglia |
| -- | ------------ | -------------------------- | ------------ | ---- | ------- |
| 36 | Joan Perelló | Matteoni Racing            | Aprilia      | 9    | 25      |
| 76 | Hiroki Ono   | Caretta Technology Forward | KTM          | 7    | 18      |

#### Non qualificato
| Nº | Pilota       | Squadra          | Motocicletta |
| -- | ------------ | ---------------- | ------------ |
| 69 | Sarath Kumar | WTR-Ten10 Racing | Aprilia      |